# Ordem da Coroa (Prússia)

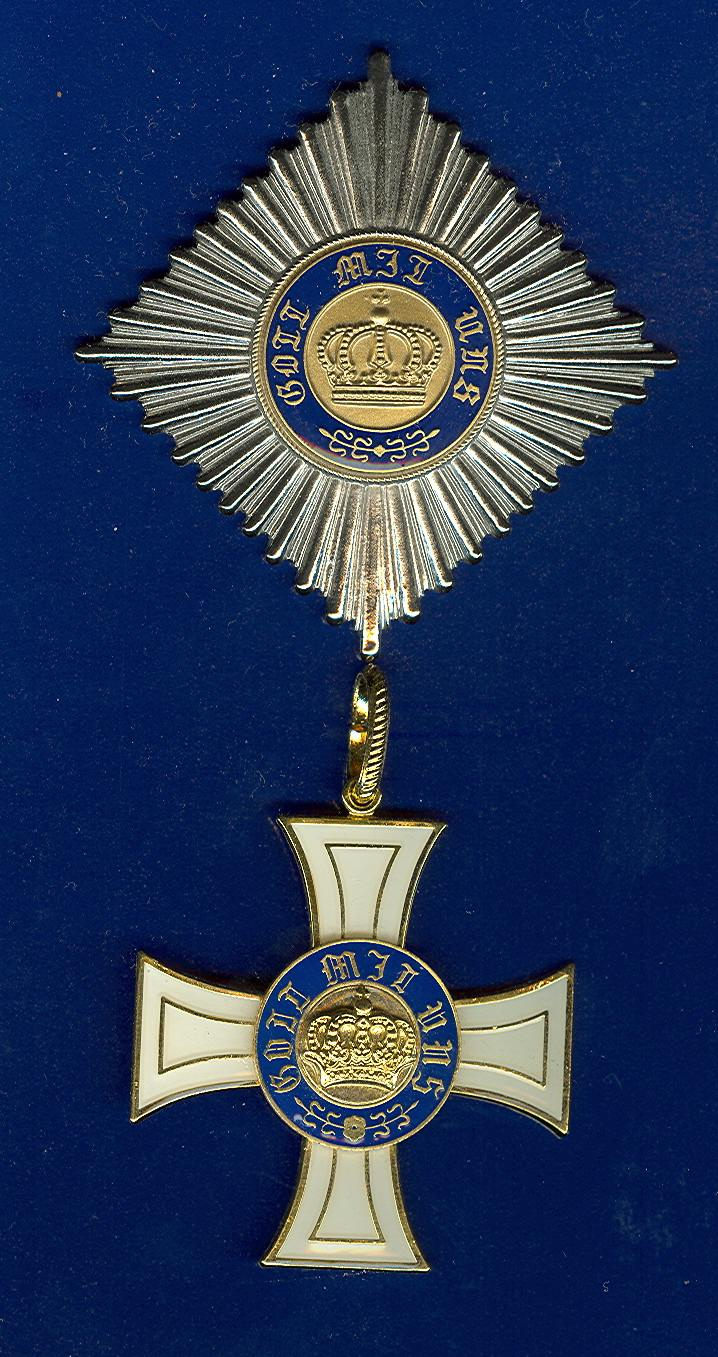
Ordem da Coroa

A Ordem da Coroa da Prússia (em alemão: Kronenorden) foi criada pelo Rei Guilherme I da Prússia no ano da sua acessão ao trono em 1861, tendo seu fim após a derrota na Primeira Guerra Mundial e o subsequente fim do Império Alemão, em 1918. Era a Ordem de Cavalaria mais baixa do sistema de ordens da Prússia. A Ordem era apenas entregue a Oficiais que não eram de carreira, ou a civis com o mesmo estatuto.
Oficialmente, a Ordem da Águia Vermelha e a Ordem da Coroa eram iguais. No entanto, a maioria dos oficiais preferia receber a Ordem da Águia Vermelha. A Ordem da Coroa era, habitualmente, entregue como uma condecoração a alguém que tinha de ser homenageado, e a quem o governo da Prússia não queria dar a Ordem da Águia Vermelha.
A Ordem tinha seis classes: 
- Grã-Cruz - numa faixa no ombro direito, com a estrela, do lado esquerdo do peito
- 1.ª Classe - emblema numa faixa no ombro direito, com a estrela, do lado esquerdo do peito
- 2.ª Classe - emblema numa fita ao pescoço, com a estrela, do lado esquerdo do peito
- 3.ª Classe - emblema numa fita, do lado esquerdo do peito
- 4.ª Classe - emblema numa fita, do lado esquerdo do peito
- Medalha - numa fita, do lado esquerdo do peito

## Insígnia
O emblema da Ordem da 1.ª à 4.ª Classe era cruz envolvida em ouro, com a forma semelhante à da Cruz de Ferro, mas com o branco esmaltado (excepto para a 4.ª Classe, que era lisa). A face tinha a coroa da Prússia, envolvida com um anel de azul-esmaltado, com a inscrição do lema do Império Alemão Gott Mit Uns (Deus Connosco); o reverso tinha o monograma real, envolvido com um anel de azul-esmaltado, com a data 18 de Outubro de 1861.
A estrela da Ordem era, para a Grã-Cruz, uma estrela de oito pontas envolvidas em ouro; para a 1.ª Classe, uma estrela de oito pontas em prata; para a 2.ª Classe, uma estrela de quatro pontas em prata. O centro da estrela tinha a coroa da Prússia, envolvida com um anel de azul-esmaltado, com a inscrição do lema Gott Mit Uns.
A fita da Ordem era azul.